# Cenk İldem
Cenk İldem, född den 5 januari 1986 i Istanbul, är en turkisk brottare.
Han tog OS-brons i tungvikt i samband med de olympiska tävlingarna i brottning 2016 i Rio de Janeiro.